# Chambre des députés (Guinée équatoriale)
Pour les autres articles nationaux ou selon les autres juridictions, voir Chambre des députés.
IXe législature
La Chambre des députés (en espagnol : Cámara de los Diputados ; en portugais : Câmara dos Deputados) est la chambre basse du parlement bicaméral de Guinée équatoriale.

## Système électoral
La Chambre des députés est composée de 100 députés élus pour cinq ans selon un mode de scrutin proportionnel à liste bloquées dans sept circonscriptions plurinominales correspondant aux provinces de la Guinée équatoriale, avec un seuil électoral de 10 %. Le vote n'est pas obligatoire.